# Kozlíček smrkový
Kozlíček smrkový (Monochamus sutor Linnaeus, 1758) je brouk patřící mezi tesaříkovité. Žije na celém území Čech od června do srpna ve smrkových lesích na rostoucích a čerstvě padlých kmenech.

## Vzhled
Kozlíček je brouk 15–24 mm dlouhý, černé barvy, válcovitého tvaru, se světlými skvrnami. Tykadla má dlouhá, černobíle pruhovaná. U samců jsou až dvakrát delší než jejich tělo. Štít je po stranách se zašpičatělým kuželovitým hrbolem. Štítek je rozdělen jemnou podélnou rýhou a krovky nejsou za štítem sedlovitě promáčklé.

## Způsob života
Larvy se vyvíjejí na smrku. Larva, která se líhne má poté přímý přístup k lýku a později i k běli, kde vykusuje nejprve nepravidelné lokální chodby pod borkou, později s příčnými oválnými chodbami ve dřevě. Kuklí se blízko povrchu kmene. Mladí jedinci vytváří kulaté výletové otvory. Larva přezimuje ve dřevě a k tomu si vykusuje do dřeva do hloubky okolo 4 cm chodbu, kterou zalepí pilinami. Vývoj kozlíčka je závislý na teplotních podmínkách a někdy bývá dvouletý. Dospělci jsou aktivní zpravidla ve dne nebo za soumraku, kdy vyhledávají potravu. Jsou to býložravci.